# ايمي جاكسون
ايمي جاكسون (بالإنجليزية: Amy Jackson)‏ (8 أغسطس 1987 في أستراليا - ) هي لاعبة كرة قدم أسترالية في مركز الوسط. شاركت مع منتخب أستراليا الوطني لكرة القدم للسيدات تحت 20 سنة ‏. أما مع النوادي، فقد لعبت مع Melbourne Victory FC (W-League) ‏ وMelbourne City FC (W-League) ‏.

## وصلات خارجية
- ايمي جاكسون على موقع قاعدة بيانات كرة القدم.إي يو (الإنجليزية)